# Greg Barton
Greg Barton, född den 2 december 1959 i Jackson, Michigan, är en amerikansk kanotist.
Han tog OS-brons i K-1 1000 meter i samband med de olympiska kanottävlingarna 1984 i Los Angeles.
Han tog OS-guld i K-1 1000 meter och OS-guld även i K-2 1000 meter i samband med de olympiska kanottävlingarna 1988 i Seoul.
Han tog slutligen OS-brons i K-1 1000 meter i samband med de olympiska kanottävlingarna 1992 i Barcelona.